# 陳兢 (南北朝)
陈兢（?—?），南北朝人，字承检，陳後主的第七個兒子，吕淑媛所生，陳彦之弟。
祯明元年（587年），立为邵陵王，邑一千户。为仁武将军，置佐史。禎明三年（589年）隋平南陳。和其他宗室一起被遷移長安，隋朝大業年間，擔任国子监丞。

## 延伸阅读
[在维基数据编辑]